# Voorvork

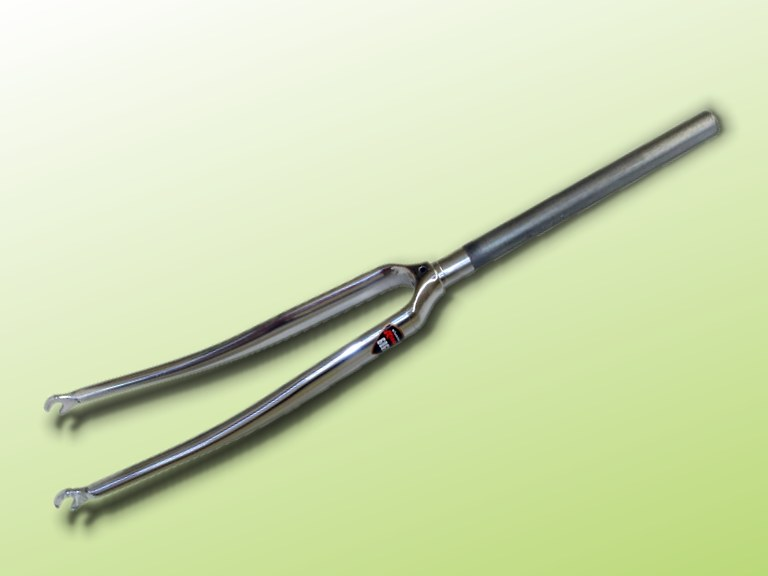
Voorvork van een fiets

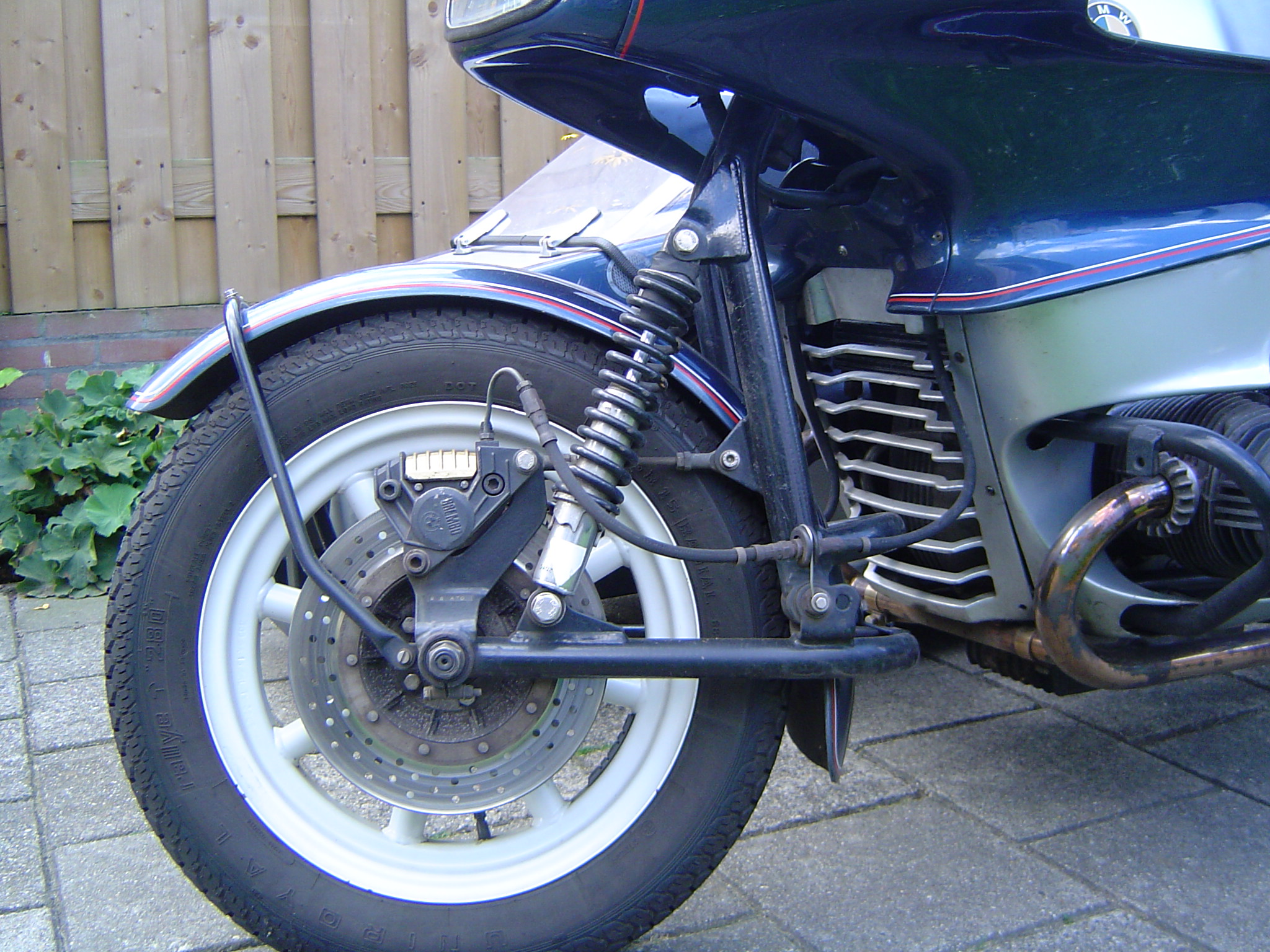
Een Earles voorvork op een zijspancombinatie

Een voorvork (of kortweg "vork") vormt de voorwielophanging van een step, fiets, trike, bromfiets of motorfiets. Aan de bovenzijde draait de voorvork in het balhoofd. 
Er bestaan verschillende typen, die vooral zijn ontstaan door de steeds verdergaande ontwikkeling van de voorvering. Bij de eerste motorfietsen was deze voorvork gelijk aan die van een fiets. Later werd een centrale veer toegepast tussen twee parallel lopende veerpoten. Dit was de parallellogramvork.
In 1909 paste het merk Scott al een vorm van telescoopvork toe, maar dit type brak pas echt door toen BMW het ging gebruiken in 1935. Deze voorvork is nog steeds in zwang, maar wordt ook vaak in "omgekeerde" vorm toegepast als Upside Down-voorvork (UPSD). In de jaren na de Tweede Wereldoorlog werd ook de Earles- of schommelvoorvork veel gebruikt. Deze bleef tot in de jaren tachtig populair bij constructeurs van zijspancombinaties.